# Juvigné
Juvigné és un municipi francès situat al departament de Mayenne i a la regió de País del Loira. L'any 2007 tenia 1.394 habitants.

## Demografia

### Població
El 2007 la població de fet de Juvigné era de 1.394 persones. Hi havia 578 famílies de les quals 164 eren unipersonals (60 homes vivint sols i 104 dones vivint soles), 233 parelles sense fills, 165 parelles amb fills i 16 famílies monoparentals amb fills.
La població ha evolucionat segons el següent gràfic:
Habitants censats

### Habitatges
El 2007 hi havia 701 habitatges, 589 eren l'habitatge principal de la família, 44 eren segones residències i 68 estaven desocupats. 681 eren cases i 16 eren apartaments. Dels 589 habitatges principals, 420 estaven ocupats pels seus propietaris, 163 estaven llogats i ocupats pels llogaters i 6 estaven cedits a títol gratuït; 5 tenien una cambra, 45 en tenien dues, 158 en tenien tres, 171 en tenien quatre i 210 en tenien cinc o més. 443 habitatges disposaven pel capbaix d'una plaça de pàrquing. A 311 habitatges hi havia un automòbil i a 217 n'hi havia dos o més.

### Piràmide de població
La piràmide de població per edats i sexe el 2009 era:
| Homes | Edats   | Dones |
| ----- | ------- | ----- |
| 0     | 95 o +  | 8     |
| 0     | 90 a 94 | 12    |
| 8     | 85 a 89 | 20    |
| 12    | 80 a 84 | 16    |
| 40    | 75 a 79 | 44    |
| 56    | 70 a 74 | 52    |
| 44    | 65 a 69 | 56    |
| 36    | 60 a 64 | 48    |
| 28    | 55 a 59 | 32    |
| 48    | 50 a 54 | 40    |
| 28    | 45 a 49 | 36    |
| 44    | 40 a 44 | 28    |
| 68    | 35 a 39 | 48    |
| 36    | 30 a 34 | 20    |
| 44    | 25 a 29 | 60    |
| 20    | 20 a 24 | 16    |
| 44    | 15 a 19 | 40    |
| 44    | 10 a 14 | 44    |
| 24    | 5 a 9   | 32    |
| 52    | 0 a 4   | 16    |

## Economia
El 2007 la població en edat de treballar era de 775 persones, 608 eren actives i 167 eren inactives. De les 608 persones actives 584 estaven ocupades (322 homes i 262 dones) i 24 estaven aturades (9 homes i 15 dones). De les 167 persones inactives 94 estaven jubilades, 40 estaven estudiant i 33 estaven classificades com a «altres inactius».

### Ingressos
El 2009 a Juvigné hi havia 600 unitats fiscals que integraven 1.443 persones, la mediana anual d'ingressos fiscals per persona era de 14.109 €.

### Activitats econòmiques
Dels 53 establiments que hi havia el 2007, 1 era d'una empresa extractiva, 2 d'empreses alimentàries, 4 d'empreses de fabricació d'altres productes industrials, 12 d'empreses de construcció, 9 d'empreses de comerç i reparació d'automòbils, 3 d'empreses de transport, 4 d'empreses d'hostatgeria i restauració, 3 d'empreses financeres, 1 d'una empresa immobiliària, 5 d'empreses de serveis, 6 d'entitats de l'administració pública i 3 d'empreses classificades com a «altres activitats de serveis».
Dels 27 establiments de servei als particulars que hi havia el 2009, 1 era una oficina de correu, 2 oficines bancàries, 4 tallers de reparació d'automòbils i de material agrícola, 1 autoescola, 2 paletes, 5 guixaires pintors, 3 fusteries, 3 lampisteries, 3 perruqueries, 1 veterinari i 2 restaurants.
Dels 2 establiments comercials que hi havia el 2009, 1 era una botiga de més de 120 m² i 1 una fleca.
L'any 2000 a Juvigné hi havia 172 explotacions agrícoles que ocupaven un total de 4.752 hectàrees.

## Equipaments sanitaris i escolars
El 2009 hi havia 1 farmàcia i 1 ambulància.
El 2009 hi havia una escola elemental.

## Poblacions més properes
El següent diagrama mostra les poblacions més properes.